# فيلي ليون
فيلي ليون (بالإنجليزية: Willie Lyon)‏ (7 مارس 1912 في المملكة المتحدة - 20 فبراير 1932 في المملكة المتحدة) هو لاعب كرة قدم بريطاني في مركزي الدفاع وقلب الدفاع. لعب مع نادي سلتيك ورابطة كرة القدم الاسكتلندية الحادية عشر ‏ ونادي كوينز بارك.